# Skryvanivka
Skryvanivka  (ucraniano: Скриванівка) es un pueblo del Raión de Bolhrad en el Óblast de Odesa de Ucrania. Según el censo de 2001, tiene una población de 81 habitantes.